# Антониос Николаидис
Антониос Николаидис (на гръцки: Αντώνιος Νικολαΐδης) е гръцки революционер, деец на гръцката въоръжена пропаганда в Македония от началото на XX век.

## Биография
Антониос Николаидис е роден в Бер, тогава в Османската империя. Включва се във въоръжената борба за Македония. Четник е при Йоанис Симаникас между 1905 и 1906 година. Действа с чета между Олимп и Каракамен в района на Негуш под главното командване Николаос Рокас (капитан Коля) в района на Иматия и Пиерия. Антониос Николаидис е отговорен за екзекуцията на работещи срещу гръцките интереси българи, власи и турци.